# 千葉県道223号牛久停車場線
千葉県道223号牛久停車場線（ちばけんどう223ごう うしくていしゃじょうせん）は、千葉県市原市の小湊鉄道線上総牛久駅と国道409号交点を結ぶ一般県道。

## 路線データ
- 起点：市原市牛久 牛久停車場[1]（小湊鉄道線上総牛久駅）
- 終点：市原市牛久[1] 上総牛久駅入口交差点（国道409号接続）
- 総延長：0.094 km（市原土木事務所管内：0.094 km）
- 重用延長：なし（市原土木事務所管内：0.0 km）
- 実延長：0.094 km（市原土木事務所管内：0.094 km[1]）

## 地理

### 通過する自治体
- 千葉県
  - 市原市

### 交差する道路
- 千葉県市原市
  - 上総牛久駅入口交差点（国道409号）

### 沿線
- 小湊鉄道線 上総牛久駅